# Axel Runström
Axel Vilhelm Runström (* 15. Oktober 1883 in Stockholm; † 10. August 1943 ebenda) war ein schwedischer Wasserballspieler und Wasserspringer.

## Karriere
Runström nahm 1908 erstmals an Olympischen Spielen teil. In London erreichte er mit der schwedischen Nationalmannschaft im Wasserball den dritten Rang und gewann somit Bronze. Im Turmspringen scheiterte er in der ersten Runde. Vier Jahre später folgte bei den Spielen in Stockholm seine zweite olympische Teilnahme. Im Kunstspringen konnte er als Sechster seiner Gruppe in der Vorrunde nicht in das Finale vorrücken. Den Wettkampf im Turmspringen beendete er im Finale auf dem sechsten Rang.